# Torrent de Trens

El Torrent de Trens, respecte del terme de Granera

El torrent de Trens és un torrent que discorre pel terme municipal de Granera, a la comarca del Moianès.
Aquest torrent està situat en el sector central-meridional del terme, al sud-oest del poble de Granera. Està majoritàriament situat a ponent de la masia de Trens. Es forma al costat de llevant del Coll de Trens, molt a prop del costat nord del Camí de Sant Llorenç Savall a Granera, des d'on davalla cap a l'oest, però decantant-se progressivament una mica cap al nord. Passa al nord del Coll de Trens, a migdia de la masia de Trens, al sud-oest de la qual rep per la dreta l'afluència del torrent de la Font de Trens. Continua cap a l'oest-nord-oest deixant sempre el Serrat de Trens al sud-oest, fins que arriba a llevant del Cogull, lloc on el torrent de Trens gira cap al nord. Rep per la dreta el Xaragall de Biguetes, moment en què torna a emprendre la direcció nord-oest. Poc després rep encara, també per la dreta, el torrent de Cal Cintet, i continua en la mateixa direcció fins que de seguida arriba ran de la Font de Buc, lloc on s'aboca en el torrent de Font de Buc.